# Sara Bravo
Sara Bravo Baldomero (Mislata, 20 de septiembre de 1993) es una jugadora de balonmano española que juega como extremo en Costa del Sol Málaga.  
La extremo derecho zurda es una jugadora polivalente que puede ocupar la posición de lateral. Fue internacional con la selección española júnior.

## Carrera
Criada en la cantera del Balonmano Mislata, durante su segundo de la ESO (13-14 años) ingresó tres años en un centro de tecnificación de balonmano de la ciudad valenciana de Cheste, que le permitía compaginar estudios y deporte.  
Continuó su formación en el Maristas Algemesí y llegó al equipo valenciano del Maritim cuando era juvenil. En aquella época se proclamó campeona de España (2010). Con el Valencia Aicequip llegó a jugar dos fases finales de la Copa de la Reina y debutar en Europa en la última temporada del equipo valenciano, la 2012–13. 
Del 2013 al 2018 continuó su etapa formativa en el Canyamelar valenciano, desde donde, en la temporada 2018–19, salta al equipo gallego del Mecalia Atlético Guardés.
Tras levantarse levemente las restricciones por la covid en mayo del 2020 y, tras varios intentos de los entrenadores del Costa Diego Carrasco y Suso Gallardo, por incluirla en la plantilla malacitana, Sara ficha por el Costa del Sol Málaga. La jugadora arrastraba molestias en la rodilla y, en la mitad de la temporada 2021–22, la extremo tuvo que operarse del menisco interno, operación que la mantuvo en el dique seco casi el resto de la temporada. Su lugar en el primer equipo lo ocupó la canterana Carla Barranco.
Formó parte del equipo histórico del Málaga Costa del Sol que consiguió una Liga Guerreras Iberdrola en la temporada 2022–23, dos Copas de la Reina, una EHF European Cup (con una medalla de plata) y campeona de la Supercopa de España, además de un subcampeonato de Liga.
Se retiró en 2024 del balonmano profesional por unos dolores continuos en su rodillapero, casi al final de la temporada siguiente, volvió al Handbol USA Mislata para intentar salvar al club mislateño del descenso.

### Palmarés
- 1 x Liga Guerreras Iberdrola (2022–23[6])
- 2 x Copa de la Reina (2019–2020,[10] 2021–22[11])
- 1 x Supercopa de España (2021[12])
- 1 x Copa de la EHF (2021[13])

### Trayectoria
- 2005 – 08: Balonmano Mislata
- 2008 – 10: C. Bm. Maristas Algemesí
- 2010 – 13: Maritim Valencia Aicequip
- 2013 – 18: Canyamelar Valencia
- 2018 – 20: Balonmano Atlético Guardés
- 2020 – 2024: Costa del Sol Málaga
- 2025 – Actualidad: Balonmano Mislata

#### Datos (Actualizados a junio de 2024)[14]
| Liga     | Liga  | Copa     | Copa  | Europa   | Europa |
| Partidos | Goles | Partidos | Goles | Partidos | Goles  |
| -------- | ----- | -------- | ----- | -------- | ------ |
| 253      | 571   | 23       | 43    | 46       | 112    |

## Vida
De origen humilde, desde los 16 años ha compaginado su vida como jugadora de balonmano con sus estudios y diversos trabajos temporales. Tiene un grado medio y un grado superior en Auxiliar de Enfermería y Anatomía Patológica.
Durante la pandemia estuvo trabajando de sanitaria en varias residencias y centros de salud valencianos.
Le gusta el reguetón y tiene como referencia a la jugadora Carmen Martín